# Frankel (cavallo)
Frankel (Newmarket, 11 febbraio 2008) è un cavallo ritirato campione di galoppo, tra i più forti e noti galoppatori di tutti i tempi e oggi tra i principali stalloni europei.
Figlio di un altro leggendario campione, Galileo, e di Kind, allevato presso le Juddmonte Farms, ha dominato per due anni le più importanti corse di galoppo europee sulla distanza del miglio, chiudendo la carriera imbattuto dopo 14 corse e vincendo fino a 2000 metri.
Ritirato in razza, ha già prodotto un numero considerevole di vincitori di corse di gruppo, tra cui l'Arc de triomphe, i Derby inglese e irlandese, le Oaks, le King George and Queen Elizabeth stakes, le 2000 Ghinee di Newmarket.

## La carriera

### Le corse a due anni
Figlio del campione assoluto Galileo,  che aveva eccelso sulle distanze superiori a 2000 metri, Frankel fu però indirizzato verso le corse sul miglio, e la sua stagione di debutto servì a prepararlo per le 2000 Guineas. La corsa di debutto fu una prova sul miglio a Newmarket il 13 agosto 2010, su terreno molto pesante, in cui dovette dare fondo alle proprie energie per avere ragione di un altro cavallo. Due cose non si sapevano nel momento in cui tagliò il traguardo: che il suo avversario era tale Nathaniel, futuro vincitore delle prestigiose King George and Queen Elizabeth Stakes, delle Eclipse Stakes e poi fattore della immensa Enable e del vincitore del Derby di Epsom Desert Crown, e che mai nessuno gli sarebbe finito di nuovo così vicino, a mezza lunghezza come arrivò Nathaniel.
Quattro settimane dopo, si presentò contro due soli avversari in una prova sui 1400 metri, in cui lasciò il secondo, Rainbow Springs, altro futuro vincitore di corse di gruppo, a 13 lunghezze.
Il 25 settembre, nella sua prima corsa di gruppo, le Royal Lodge Stakes ad Ascot sul miglio, Frankel lasciò di nuovo ad oltre 10 lunghezze il resto della compagnia, mentre le quote sulla sua vittoria nelle 2000 Ghinee dell'anno dopo furono drasticamente abbassate dai bookmakers.
Nell'ultima corsa della stagione di debutto, il campione delle Juddmonte Farms si impose nelle Dewhurst Stakes, prova sui 1400 metri, primo gruppo 1 della carriera. Anche stavolta la compagnia battuta comprendeva cavalli di rilievo, come il futuro vincitore delle 2000 Ghinee irlandesi, Roderic O'connor.

### I trionfi sul miglio nel 2011
Nel 2011, Frankel tornò in pista il 16 aprile, nelle Greenham Stakes, tradizionale prova di preparazione per le 2000 Ghinee, a 1400 metri. Mostrando di nuovo quello che sarebbe diventato il suo marchio di fabbrica, un devastante cambio di passo negli ultimi 200 metri, batté agevolmente un altro futuro vincitore di classiche, Excelebration.
Due settimane dopo, il 30 aprile, entrò nelle gabbie delle 2000 Guineas di Newmarket da favorito proibitivo, pagato solo 1/2 dai bookmakers (una puntata di 10 euro sulla sua vittoria avrebbe fruttato solo altri 5 euro). Lo schema tattico prevedeva che fosse preceduto da un battistrada, c.d. pacemaker, ma nella corsa esplose letteralmente fuori dalle gabbie e cominciò ad allontanarsi dal gruppo, fino a raggiungere un vantaggio di 15 lunghezze. Il rallentamento finale, causato anche dal particolare arrivo in leggera salita della pista di Newmarket, non gli impedì però di vincere con facilità la prova, con il secondo, futuro altro campione Dubawi Gold a 6 lunghezze, il terzo a 6 lunghezze e mezzo, ma il quarto a oltre 17 lunghezze. Fu la vittoria dell'affermazione definitiva, la prova che lo proiettò nel firmamento delle superstars. 
Nonostante il pedigree, che faceva pensare potesse competere anche sui 2400 metri del Derby, il proprietario e l'allenatore, il leggendario Henry Cecil, decisero di saltare Epsom e ripresentare Frankel nel meeting del Royal Ascot, nelle St James's Palace Stakes, che tradizionalmente sono considerate la rivincita delle varie "Ghinee" continentali. Stavolta Frankel seguì inizialmente il ritmo del suo battistrada, Rerouted, ma poi il fantino, Tom Quealy, lo spronò a dare ancora di più, provocando però un rallentamento finale che consentì il ravvicinamento di Zoffany, che terminò secondo a tre quarti di lunghezza. 
Nelle successive Sussex Stakes di luglio, sul miglio di Goodwood, Frankel incontrò tre soli rivali, ma tutti anziani, cavalli di oltre tre anni, di notevolissimo spessore, in particolare Canford Cliffs, vincitore di 5 corse di gruppo 1. In quello che fu etichettato come "The duel on the downs", Frankel, approfittando anche di un discarico di peso che per regolamento spetta ai cavalli di 3 anni quando incontrano i più anziani, si impose nettamente: la prestazione gli valse un rating ufficiale di 135, in quel momento il più alto nel mondo. 
Per l'ultima corsa della stagione, l'entourage di Frankel preferì di nuovo rinunciare a prove lunghe, presentandolo al via delle Queen Elizabeth II Stakes ad Ascot, prova sul miglio. La concorrenza si dimostrò di nuovo non all'altezza del campione, che vinse di 4 lunghezze, assicurandosi un rating di 143 dal giornale specializzato Timeform, il quarto più alto di sempre. 

### L'ultima stagione e vittorie a 2000 metri
La stagione da "anziano" di Frankel cominciò a maggio nelle Lockinge Stakes, gruppo 1 sul miglio di Newbury, dove ebbe di nuovo la meglio su Excelebration.  Quest'ultimo è stato un cavallo di grandissimo spessore, vincitore di prove di gruppo 1, e con la grande sfortuna di essere stato contemporaneo di Frankel, contro cui arrivò 4 volte secondo e una terzo.
Un mese dopo, gli stessi protagonisti si ritrovarono a Royal Ascot per le Queen Anne Stakes, sul miglio in pista dritta, per quella che avrebbe segnato la vittoria più eclatante della carriera di Frankel. Quotato dai bookmakers 1/10 (1 euro vinto ogni 10 giocati), Frankel aspettò gli ultimi 600 metri per esplodere letteralmente con un cambio di passo irreale, disperdendo per la pista gli avversari, il primo dei quali, ancora una volta, fu Excelebration, a 11 lunghezze.  
Le successive Sussex Stakes di agosto furono il segno imbarazzante dell'inferiorità dei cavalli specialisti delle prove sul miglio nei confronti di Frankel: solo in 3 si schierarono al via contro il campione, di cui uno un suo compagno di scuderia. Quotato un irreale 1/20, Frankel dispose con irrisoria facilità di Farhh, cavallo che l'anno seguente, senza l'ingombrante presenza del rivale, avrebbe vinto le Lockinge Stakes e le Champion Stakes.
Con la prospettiva di essere ritirato all'attività di stallone entro la fine dell'anno, l'entourage di Frankel decise finalmente di provarlo anche su prove più lunghe del miglio: nelle International Stakes di York, sponsorizzate dalla sua scuderia, sui 2000 metri. Nella circostanza, non solo dimostrò di non avere problemi con altri 400 metri, ma che, anzi, quella poteva essergli una distanza addirittura più congeniale, lasciando il secondo, ancora Farhh, a 7 lunghezze.
Il 20 ottobre, Frankel fu schierato nella sua ultima corsa in carriera, le Champion Stakes ad Ascot, ancora a 2000 metri. Nonostante il fondo pesante e una partenza non fulminea, Frankel si impose di una lunghezza e 3/4 su Cirrus des Aigles, chiudendo la carriera agonistica con un immacolato record di 14 vittorie su 14 uscite.
Di lui Henry Cecil, l'uomo che lo plasmò in un campione e che, tragicamente, morì di una grave malattia pochi mesi dopo, l'11 giugno 2013, disse infine:
(Henry Cecil intervista dopo le Champion Stakes)

## Il ritiro in razza
Entrato in razza nel 2013, Frankel funziona come stallone presso le Juddmonte Farms Ltd. di Newmarket, la fattoria dove è nato, a un tasso di monta attuale di 350.000 sterline. Ha già prodotto numerosi cavalli vincitori di corse di gruppo, dalla distanza del miglio fino a quelle classiche superiori ai 2000 metri. Ad oggi, è il padre dei seguenti vincitori di gruppo 1:
| Cavallo            | Corsa | Distanze         | Prima vittoria    |
| ------------------ | --- | ---------------- | ----------------- |
| Soul Stirring (2)  | The Hanshin Juvenile Fillies, The Yushun Himba (Japanese Oaks)                                                                             | 1600, 2400       | 11 dicembre 2016  |
| Cracksman (4)      | Champion Stakes Ascot, Prix Ganay, Coronation Cup, Champion Stakes Ascot                                                                   | 2000, 2100, 2400 | 21 ottobre 2017   |
| Mozu Ascot (2)     | The Yasuda Kinen, The February Stakes | 1600             | 3 giugno 2018     |
| Without Parole     | St James's Palace Stakes | 1600             | 19 giugno 2018    |
| Call the Wind      | Prix du Cadran | 4000             | 6 ottobre 2018    |
| Dream Castle       | Jebel Hatta | 1800             | 9 marzo 2019      |
| Anapurna (2)       | Epsom Oaks, Prix de Royallieu | 2400, 2800       | 31 maggio 2019    |
| Veracious          | Falmouth Stakes | 1600             | 12 luglio 2019    |
| Logician           | St. Leger Stakes | 2900             | 14 settembre 2019 |
| Quadrilateral      | Fillies' Mile | 1600             | 11 ottobre 2019   |
| Mirage Dancer      | Metropolitan Handicap | 2400             | 3 ottobre 2020    |
| Grenadier Guards   | The Asahi Hai Futurity Stakes | 1600             | 20 dicembre 2020  |
| Hungry Heart (2)   | Vinery Stud Stakes, Australian Oaks | 2000, 2400       | 3 aprile 2021     |
| Adayar (2)         | Epsom Derby, King George VI and Queen Elizabeth St.                                                                                        | 2400             | 5 giugno 2021     |
| Converge (2)       | J.J. Atkins Plate, Randwick Guineas | 1600             | 12 giugno 2021    |
| Hurricane Lane (3) | Irish Derby, Grand Prix de Paris, St. Leger Stakes                                                                                         | 2400, 2900       | 26 giugno 2021    |
| Snow Lantern       | Falmouth Stakes | 1600             | 9 luglio 2021     |
| Alpinista (6)      | Grosser Preis Von Berlin, Preis Von Europa, Grosser Preis Von Bayern, Grand Prix de Saint-Cloud, Yorkshire Oaks, Prix de L'Arc de Triomphe | 2400             | 8 agosto 2021     |
| Wild Beauty        | Natalma Stakes | 1600             | 19 settembre 2021 |
| Inspiral (6)       | Fillies' Mile, Coronation Stakes, Prix Jacques le Marois (2), Sun Chariot stakes, Breeders cup filly & mare turf                           | 1600, 2000       | 8 ottobre 2021    |
| Homeless Songs     | Irish 1000 Guineas | 1600             | 22 maggio 2022    |
| Nashwa (3)         | Prix de Diane, Nassau Stakes, Falmouth stakes                                                                                              | 2100, 2000       | 19 giugno 2022    |
| Westover (2)       | Irish Derby, Grand prix de Saint Cloud | 2400             | 25 giugno 2022    |
| McKulick           | Belmont Oaks Invitational Stakes | 2000             | 9 luglio 2022     |
| Onesto             | Grand Prix de Paris | 2400             | 14 luglio 2022    |
| Chaldean (2)       | Dewhurst Stakes, 2000 Guineas | 1600             | 8 ottobre 2022    |
| Jannah Rose        | Prix Saint-Alary | 2000             | 14 maggio 2023    |
| Soul Sister        | Epsom Oaks | 2400             | 2 giugno 2023     |
| Triple Time        | Queen Anne Stakes | 1600             | 20 giugno 2023    |
| Mostahdaf (2)      | Prince of Wales's stakes, Juddmonte international stakes                                                                                   | 2000, 2100       | 21 giugno 2023    |
| Courage Mon Ami    | Ascot Gold cup | 4000             | 22 giugno 2023    |
| Kelina             | Prix de la Foret | 1400             | 1 ottobre 2023    |
| Ylang Ylang        | Fillies' mile | 1600             | 13 ottobre 2023   |
| Measured Time      | Jebel Hatta | 1800             | 26 gennaio 2024   |